# LGBT práva v Ugandě

Duhová mapa Ugandy

Lesby, gayové, bisexuálové a transexuálové nemají v Ugandě žádnou právní ochranu. Aktivisté odhadují, že ugandská gay komunita má přibližně 500 tisíc členů.
Mužský i ženský homosexuální pohlavní styk je ilegální. Podle trestního zákoníku může vést "smilstvo proti zákonům přírody" mezi muži až k doživotnímu vězení.
Podle výzkumu Pew Global Attitudes Project z r. 2007 až 96 % Uganďanů považuje homosexualitu za životní styl, který nemůže být společností akceptován, čímž se země zařazuje na pátou nejhorší pozici co se týče otázky tolerance v rámci 45 zemí. Nicméně dle ankety z r. 2010 se zjistilo, že 11 % Uganďanů považuje homosexualitu za společensky přijatelné chování. Mezi členy Východoafrického společenství pouze 1 % Tanzanců, 4 % Rwanďanů a 1 % Keňanů zaujímá stejný postoj, Burundi se šetření nezúčastnilo.
V r. 2012 se mluvčí Parlamentu Republiky Uganda zapřísáhl, že přijatá přísnější antigay legislativa pro osoby podezřelé z homosexuality a ty, kteří jejich chování nenahlásí úřadům.[ujasnit] Podle tohoto zákona může být homosexuální chování potrestáno dlouhodobým odnětím svobody, v případě recidivy i smrtí.

## Legalita LGBT sexu a vztahů
Postoj státu
První zákony proti stejnopohlavnímu styku byly přijaty v 19. století v období Britské kolonizace. Ty zůstaly zachovány v Trestním zákoníku z r. 1950 a udržely se i po získání nezávislosti. Aktuální znění zákona je takové:
Paragraf 175. Smilstvo proti přírodě. Kdo vykoná 
(a) s jinou osobou smilstvo proti přírodě; 
(b) pohlavní styk se zvířetem; 
(c) přiměje muže k vykonání smilstva proti přírodě,
bude potrestán doživotním vězením.
Paragraf 146 Pokus o spáchání smilstva proti přírodě. Kdo se pokusí o spáchání zločinu smilstva proti přírodě uvedeného v paragrafu 145, dopouští se tím těžkého zločinu a bude potrestán odnětím svobody až na 7 let.
Paragraf 148 Obscénní praktiky Kdo vykoná, bez ohledu na to zda v soukromí či na veřejnosti, s jinou osobou nebo přiměje-li jinou osobu ke spáchání jakékoliv obscénní praktiky s ním nebo s ní, nebo se pokusí obstarat si odměnu za vykonání takové praktiky s ním nebo s ní, nebo jinou osobou, bez ohledu na to zda v soukromí či na veřejnosti, bude potrestán odnětím svobody až na 7 let.
Před novelou Trestního zákoníku přijatou v r. 2000 byl trestný pouze pohlavní styk mezi muži. Novela změnila ve znění zákona termín "jiný muž" na termín "jiná osoba", což do skutkové podstaty trestného činu obscénních praktik zahrnuje i pohlavní styk mezi ženami.
Antihomosexuální legislativa
V prosinci 2009, poslanec David Bahati podal návrh antihomosexuálního zákona z r. 2009, který by rozšířil kriminalizaci stejnopohlavních vztahů v Ugandě trestem smrti pro recidivisty, HIV pozitivní osoby mající pohlavní styk s osobami téhož pohlaví a osoby mající pohlavní styk s osobami mladšími 18 let. Fyzické a právnické osoby podporující LGBT práva by byly pokutovány nebo uvězněni, nebo obojí. Úřední osoby by byly žádány k ukládání trestů pod tímto zákoníkem do 24 hodin pod hrozbou tříletého vězení. Uganda by navíc trestně stíhala občany i za stejnopohlavní sex v zahraničí.
V listopadu 2012, mluvčí Parlamentu Republiky Uganda Rebeca Kadaga se zapřísahla, že novela bude schválená a nabude účinnosti v prosinci 2012. "Uganďané ji považovali za dárek k Vánocům. Byla i veřejná diskuse, zda ji lze považovat za dar ugandskému lidu." Nicméně v prosinci 2012 parlament jednání ohledně změny zákona odročil a nepřijal ji. Nakonec byla přijatá až 17. prosince 2013 s trestem doživotního vězení místo trestu smrti pro "těžší homosexuální zločince". and the new law was promulgated in February 2014. Nový zákon nabyl účinnosti v únoru 2014.
V červnu 2014 v reakci na novelu ugandského antihomosexuálního zákona Ministerstvo zahraničí Spojených států amerických uvalilo na zemi několik sankcí, mezi něž patřilo zmrazení přístupu k finanční podpoře, zablokování určitým ugandským úřadům přístupu do země, zrušení leteckých cvičení v Ugandě a podpora Ugandských LGBT osob.
V srpnu 2014 Ústavní soud Republiky Uganda tento zákon zrušil, protože pro se pro něj nevyslovil dostatek zákonodárců.
Ústavní ustanovení
Článek 21 Ústavy Republiky Uganda "Rovnost a ochrana před diskriminací" garantuje ochranu před diskriminační legislativou pro všechny občany. Trestní zákony jsou tudíž v souladu s ním, jelikož trestají sodomii (orální a anální sex) a týkají se všech osob bez ohledu na pohlaví, které nesmí být zohledněno s ohledem na něj, na rozdíl od nově přijaté antigay legislativy, která nebyla posouzená u soudu.
22. prosince 2008 Nejvyšší soud Republiky Uganda rozhodl, že Články 34, 24 a 27 Ústavy Republiky Uganda budou aplikovány na všechny osoby, bez ohledu na jejich sexuální orientaci nebo genderové identity. Článek 23: "Žádná osoba nemůže být krácená na své osobní svobodě.", Článek 24: "Žádná osoba se nesmí stát subjektem jakékoliv formy mučení, krutého zacházení, nelidským nebo škodlivým procedurám či trestům", Článek 27: "Žádná osoba se nesmí stát subjektem: (a) neoprávněného pronesládování osoby, jejího domova případně jiné nemovitosti ve vlastnictví osoby, (b) neoprávněný vstup jiných osob do jejího osobního areálu nebo nemovitosti. Žádná osoba nesmí být subjektem zásahu do jejího soukromí domova, osobních údajů, komunikace a jiných oblastí soukromého života."
Zákaz stejnopohlavních manželství
29. září 2005 prezident Yoweri Museveni schválil ústavní novelu zakazující stejnopohlavní manželství, čímž se Uganda stala druhou zemí na světě, která tak učinila. V důsledku znění Doložky 2a Hlavy 31 "Manželství mezi osobami téhož pohlaví je zakázáno." According to Clause 2a of Section 31, "Marriage between persons of the same sex is prohibited."

#### Antihomosexuální zákon 2023
Antihomosexuální zákon byl znovu projednáván v roce 2023. 21. března 2023 prošel třetím čtením a byl poslán ke schválení prezidentem Yowerim Musevenim. Ten nesouhlasil s navrhovanou formou a vrátil jej 21. dubna 2023 k projednání zpět do parlamentu - jeho mluvčí uvedl, že by měli zákonodárci schválit možnost rehabilitace.Po drobných úpravách byl zákon schválen podpisem Museveniho 26. května 2023 a 29. května vešel v platnost.
Zákon omezuje svobodu projevu ohledně LGBT občanských práv a kriminalizuje homosexuální vztahy počínaje odnětím svobody a konče trestem smrti. Zároveň se tím stává v rozporu s Všeobecnou deklarací lidských práv a Mezinárodního paktu o občanských a politických právech.
28. února 2023 povolil Asumanovi Basalirwovi představit nový zákon, který byl představen spolu s memorantem. Memorandum k zákonu říká, že jeho cílem je "ustavit komplexní a rozšířenou legislativu pro ochranu tradiční rodiny":
- zákazem homosexuálních sexuálních vztahů a jejich "propagace nebo uznání"

- posílením opatření, která "řeší formující se nebezpečí tradiční heterosexuální rodiny"

- ochranou uganské kultury před aktivisty za sexuální práva, kteří se snaží o vnucování jejich hodnot založených na sexuální promiskuitě

- ochranou dětí a mladistvích, kteří jsou zranitelní vůči sexuálnímu zneužití skrz homosexualitu a související činy'

Navrhovaný zákon měl měnit legislativu následovně:
- do definice "trestný čin homosexuality" zahrnuje různé formy homosexuálního sexu, kterým je chápáno například "dotýkání se jiné osoby se záměrem spáchat homosexuální čin" nebo "trvat na lesbické, gay, transgender, queer, nebo jiné sexuální či gender identitě, která je v rozporu s binárními kategoriemi muže a ženy.

- hrozí 10 let věžení na základě usvědčení z "trestného činu homosexuality"

- definuje "trestný čin homosexuality s přitěžujícími okolnostmi" jako čin spáchaný osobou A, pokud  osoba A měla gay sex s osobou B a osoba A měla HIV, A je opatrovník nebo rodič osoby B, A má autoritu nebo kontrolu nad osobou B, osoba B je postižená, osoba A porušuje zákon opakovaně nebo osoba A způsobí, že osoba B použije cokoliv se záměrem omámit nebo přemoci osobu B tak, aby tak umožnila jakékoliv osobě mít nezákonnépohlavní spojení s jakoukoliv osobou stejného pohlaví

- hrozí 10 let věžení na základě usvědčení z "trestného činu homosexuality s přitěžujícími okolnostmi" a nařižuje HIV testy pro osoby takto obviněné

- hrozí 2 roky vězení za pokusy o spáchání "trestného činu homosexuality" a 10 let v případě, že jde o "trestného činu homosexuality s přitěžujícími okolnostmi"

- vylučuje z potrestání "obět(i) homosexuality" za jejich "účast na homosexualitě" a nařizuje kompenzaci od odsouzených osob

- vylučuje souhlas oběti jako obranu před "trestným činem homosexuality"

- nařizuje natáčet soudní řízení na kameru, pokud jsou účastníkem řízení děti nebo tam nařídil soud

- zakazuje publikaci informace, který by mohla identifikovat oběť, bez souhlasu oběti nebo soudu s trestem pokuty 250 bodů (to odpovídá 5 000 000 UGX a zhruba 30 000 Kč)

- zakazuje napomáhání, poskytování rady nebo pomoc s obstaráváním jiné osobě za účelem účasti v homosexuálním úkonu a definuje trest za zadržování osoby s cílem spáchat homosexualitu a konspiraci za účelem přimět jinou osobu, aby získala nezákonnou pohlavní znalost podvodnými způsoby odnětím svobody ve výši 2 let

- zakazuje "obstarávání si homosexuality výhružkami" a definuje trest ve výši 5 let odnětí svobody

- zakazuje provozování nevěstinců "za účely homosexuality" a definuje trest do výše 7 let odnětí svobody, za vybízení ostatních k přítomnosti na místěch k obstarání gay sexu hrozí 1 rok odnětí svobody

- pokud osoba vstoupí do manželství s jinou osobou stejného pohlaví, dopouští se tak trestného činu homosexuality a hrozí odnětí svobody ve výši 10 let

- komunikoliv, kdo bude provádět takový obřad, hrozí 10 let odnětí svobody

- zakazuje "propagaci homosexuality", což zahrnuje publikace, financování nebo nabízení prostor pod pohrůžkou pokuty ve výši 5 000 bodů (cca 100 000 000 a 600 000 Kč) nebo 5 let odnětí svobody nebo obojí zároveň

- povoluje soudům nařídit příkaz k rehabilitaci nebo nařízení k ochraně, pokud hrozí, že se dítě bude i nadále podílet na činech homosexuality

Revize prošla parlamentem 2. května 2023. Jediný poslanec hlasoval proti, Fox Odoi-Oywelowo. 
Změny upravovaly vyměřený trest za "trestný čin homosexuality" do maximální možné míře na doživotí, trest smrti za "homosexualitu s přitěžujícími okolnostmi" byl zachován.  Byla zrušena kriminalizace za to, že je někdo identifikován jako LGBT, a povinnost nahlásit homosexuální čin je omezená na případy, kdy jde o zranitelnou osobu, a nenahlášení je sníženo na 6 měsíců až 5 let odnětí svobody.

## Životní podmínky
V červnu 2012 Vláda Republiky Uganda pozastavila činnost 38 nevládním organizacím z důvodu obvinění z podpory homosexuality a pošlapávání zákonů přírody. Simon Lokodo, ministr etiky a začleňování, tvrdil že organizace pobíraly podporu ze zahraničí pro ugandské homosexuály a nabádaly mládež k homosexualitě. Také řekl, že: "Oni byli podporováni v homosexualitě jako by se jednalo o nejlepší způsob sexuálního chování." Ten samý měsíc, Lokado dal rozkaz ugandské policii, aby rozehnala všechny workshopy na podporu LGBT práv v Kampale. O další měsíc později Vláda Republiky Uganda v rozporu s Lokadem oznámila, že rozpuštění shromáždění LGBT organizací nebude dlouhotrvající.

## Aktivismus za práva homosexuálů
Hlavní organizace na ochranu LGBT práv v Ugandě je Sexual Minorities Uganda založená roku 2004 Victorem Mukasou. Roku 2011 Frank Mugisha, výkonný ředitel, obdržel dvě ceny Roberta F. Kennedyho za lidská práva a Rafto Prize za boj za práva LGBT osob v Ugandě. Ten samý rok Aktivistka Kasha Jaqueline Nabagesara obdržela Cenu Martina Ennalse za ochranu lidských práv.

## Veškeré zákony týkající se LGBT osob
| Legální stejnopohlavní styk                                                            | (Trest: Až doživotní vězení) |
| Stejný věk způsobilosti k pohlavnímu styku pro obě orientace                           | No                           |
| Antidiskriminační zákony v zaměstnání                                                  | No                           |
| Antidiskriminační zákony v přístupu ke zboží a službám                                 | No                           |
| Antidiskriminační zákony v ostatních oblastech (homofobní urážky, zločiny z nenávisti) | No                           |
| Stejnopohlavní manželství                                                              | (Ústavní zákaz)              |
| Jiná forma stejnopohlavního soužití                                                    | No                           |
| Adopce dítěte partnera                                                                 | No                           |
| Společná adopce stejnopohlavními páry                                                  | No                           |
| Gayové a lesby mohou otevřeně sloužit v armádě                                         | No                           |
| Možnost změny pohlaví                                                                  | No                           |
| Přístup k umělému oplodnění pro lesbické ženy                                          | No                           |
| Náhradní mateřství pro gay páry                                                        | No                           |